# Valacroch
Valacroch (aragonès), Valacloche (castellà) és un municipi d'Aragó, situat a la província de Terol i enquadrat a la comarca de la Comunitat de Terol.